# 1 Samuel 5
1 Samuel 5 es el quinto capítulo del Primer Libro de Samuel en el Antiguo Testamento de la Biblia cristiana  o la primera parte de los Libros de Samuel en la Biblia hebrea. Según la tradición judía, el libro se atribuyó al profeta Samuel, con adiciones de los profetas Gad y Natán, pero muchos eruditos modernos lo ven como una composición de varios textos independientes de diversas épocas, desde el 630-540 a. C. aproximadamente.  Este capítulo describe cómo los filisteos se apoderaron del Arca de la Alianza, una parte de la «Narrativa del Arca» (1 Samuel 4:1-7:1) dentro de una sección sobre la vida de Samuel (1 Samuel 1:1-7:17).

## Texto
Este capítulo fue escrito originalmente en el idioma hebreo. Está dividido en 12 versículos.

### Testigos textuales
Algunos manuscritos antiguos que contienen el texto de este capítulo en hebreo son de la tradición del Texto Masorético, que incluye el Códice de Jerusalén (895), el Códice de Alepo (siglo X) y el Códice de Leningrado (1008). Se encontraron fragmentos que contienen partes de este capítulo en hebreo entre los Rollos del Mar Muerto, incluido el 4Q51 (4QSama; 100-50 a. C.) con los versículos 3-4, 9-10 y 12 existentes.
Entre los manuscritos antiguos existentes de una traducción al griego koiné conocida como la Septuaginta (originalmente realizada en los últimos siglos a. C.) se encuentran el Códice Vaticano (B; {\displaystyle \ ara{G}}B; siglo IV) y el Códice Alejandrino (A; {\displaystyle \ ara{G}}A; siglo V).

## Localidadeses
- Ashdod
- Ebenezer
- Ekron
- Gath

## Período
Los acontecimientos de este capítulo ocurrieron al final del período de los jueces en Israel, alrededor del 1100 a. C..

## Análisis
El poder del Arca de la Alianza por sí solo se demostró sobre los filisteos mediante la destrucción de la imagen de Dagón (versículos 1-5), así como la enfermedad y la muerte de la gente en las ciudades filisteas (versículos 6-12), lo que implica que el arca realmente posee el poder necesario para la victoria de los israelitas, por lo que la derrota militar fue con el permiso de Dios y la captura del arca fue un castigo por la falta de respeto de Israel de ella. Este capítulo da protagonismo a «la mano de YHWH» (versículos 6, 7, 9, 11) que golpeó a los filisteos con «tumores», recordando la «tradición del Éxodo» (9) sobre la «supremacía de YHWH sobre otros dioses». Los acontecimientos se remontan a 9, al tiempo que proporcionan «un puente entre la conquista del arca en el capítulo 4 y su regreso a Israel en el capítulo 6».

## El Arca en Asdod (5:1-7)

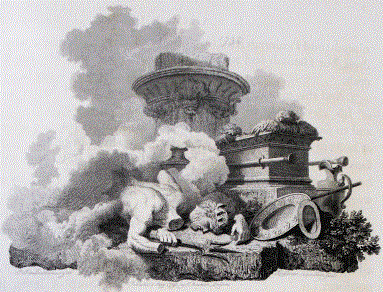
Viñeta «Dagón destruido» (1 Samuel 5:4). Portada del primer libro de Samuel. P. J. de Loutherbourg del, J Landseer Aqua Forti fecit. Publicado el 1 de mayo de 1793 por T Macklin, Londres

En el antiguo Cercano Oriente era costumbre llevar ídolos de los dioses de los vencidos al templo de los vencedores y colocarlos junto a los ídolos de sus dioses, lo que indicaba la supremacía de estos últimos sobre aquellos. Sin embargo, aquí se muestra el poder de YHWH sobre Dagón (versículos 2-5), que
humillado dos veces en su propio templo en Asdod: el primer día, la estatua de Dagón fue arrojada frente al arca, y el segundo la cabeza y las manos de la estatua fueron cortadas y quedaron en el
umbral (introduciendo un motivo etiológico para explicar por qué los asdoditas no pisaban el umbral de su templo).

### Versículo 1
Y los filisteos tomaron el arca de Dios y la llevaron de Eben-ezer a Asdod.
- «Filisteos»: un grupo de personas procedentes de la zona nororiental del Mediterráneo (que incluye la isla de Creta; cf. Amós 9:7) y que entraron en «Palestina» (que deriva de «filisteo») alrededor del 1200 a. C.[17]
- «Ebenezer»: literalmente, «la piedra, la ayuda», donde 'el segundo sustantivo está en aposición al primero'; aparentemente formando el nombre por el que se conocía la piedra. La expresión se utiliza aquí y en 1 Samuel 7:12, pero a diferencia de 1 Samuel 4:1, la primera palabra carece del artículo definido.[18]
- «Asdod»: (griego: «Azotus», Hechos 8:40; ahora «Esdud»), una de las cinco ciudades principales de los filisteos, situada cerca del mar, a unos 56 kilómetros (34,8 mi) al oeste de Jerusalén, 19 kilómetros (11,8 mi) al norte de Ascalón. Fue asignada a Judá (Josué 15:47), pero no fue conquistada hasta el reinado de Uzías (2 Crónicas 26:6). Jonatán Maccabeo destruyó la ciudad (1 Macabeos 10:84), pero fue reconstruida tras la conquista romana de Judea.

### Versículo 2
Cuando los filisteos tomaron el arca de Dios, la llevaron a la casa de Dagón y la pusieron junto a Dagón. 
- «Dagon»: un ídolo filisteo,[20] también una deidad semítica, identificada en textos ugaríticos como el padre de Baal.[15]

### Versículo 6
Pero la mano del Señor pesó sobre el pueblo de Asdod, y los devastó y los golpeó con tumores, tanto a Asdod como a su territorio.
- «Tumores» (KJV: hemorroides): o «hemorroides sangrantes», o más probablemente «forúnculos».[22] La mención de «ratones» en el siguiente capítulo junto con «tumores» indica que este brote podría ser peste bubónica.[23]

La Septuaginta griega y la Vulgata latina contienen un añadido: «Y en medio de su tierra surgieron ratas, y hubo un gran pánico de muerte en la ciudad».

## El Arca en Gat (5:8-9)
Gat pudo haber sido elegido para albergar el arca, porque allí no había templo de Dagón, ya que «los filisteos atribuían la plaga al antagonismo entre YHWH y Dagón».

### Versículo 8
Así que enviaron a reunir a todos los señores de los filisteos y les dijeron: «¿Qué haremos con el arca del Dios de Israel?»
Y ellos respondieron: «Que el arca del Dios de Israel sea llevada a Gat». Y llevaron allí el arca del Dios de Israel.
- «Señores»: de la palabra plural filistea סַרְנֵ֨י, sar-nê;[26] la forma singular «seren» es afín a la palabra griega «tyrannos» (en español: «tirano»).[27]
- «Gat»: ahora llamada «Tel-es-Sâfi», a 19 kilómetros (11,8 mi) al este de Ashdod, situada al pie de las montañas de Judá. Fue la ciudad natal de Goliat (1 Samuel 17:4), y donde David se refugió de las persecuciones de Saúl (1 Samuel 21: 10, 1 Samuel 27:3).[22]

## El Arca en Ecrón (5:10-12)
La descripción de las plagas infligidas a Ecrón parece indicar una mayor severidad que las de Asdod y Gat. El mensaje subyacente podría ser que cuanto más tiempo retuvieran los filisteos el arca, más duro sería el castigo del Dios de Israel. 

### Versículo 10
Por eso enviaron el arca de Dios a Ecrón.
Y sucedió que cuando el arca de Dios llegó a Ecrón, los ecronitas gritaron, diciendo: «Han traído el arca del Dios de Israel para matarnos a nosotros y a nuestro pueblo».
- «Ecrón»: ahora «Tel Miqne» (en hebreo) o «Khirbet el-Muqanna» (en árabe), la más septentrional de las cinco principales ciudades filisteas, a unos 17,7 kilómetros (11,0 mi) al norte de Gat y 35,4 kilómetros (22,0 mi) al oeste de Jerusalén. Fue asignada a la tribu de Judá (Josué 15:45- 46), y fue ocupada en un corto período por los israelitas (Jueces 1:18).[22]
- «Para matarnos a nosotros y a nuestro pueblo»: en hebreo, literalmente «para mí, para matar a mi pueblo» (también en 1 Samuel 5:11); la forma singular parece denotar al «señor» de la ciudad actuando como portavoz.[22]

### Comentarios sobre Samuel
- Auld, Graeme (2003). «1 & 2 Samuel».  En James D. G. Dunn and John William Rogerson, ed. Eerdmans Commentary on the Bible. Eerdmans. ISBN 9780802837110.
- Bergen, David T. (1996). 1, 2 Samuel. B&H Publishing Group. ISBN 9780805401073.
- Gordon, Robert P. (1999). I & II Samuel, A Commentary. Zondervan. ISBN 978-0310230229.
- Hertzberg, Hans Wilhelm (1964). I & II Samuel, A Commentary (trans. from German 2nd edition 1960 edición). Westminster John Knox Press. p. 19. ISBN 978-0664223182.
- Tsumura, David Toshio (2007). The First Book of Samuel. Eerdmans. ISBN 9780802823595.

### General
- Breytenbach, Andries (2000). «Who Is Behind The Samuel Narrative?».  En Johannes Cornelis de Moor and H.F. Van Rooy, ed. Past, Present, Future: the Deuteronomistic History and the Prophets. Brill. ISBN 9789004118713.
- Coogan, Michael David (2007).  Coogan, Michael David; Brettler, Marc Zvi; Newsom, Carol Ann et al., eds. The New Oxford Annotated Bible with the Apocryphal/Deuterocanonical Books: New Revised Standard Version, Issue 48 (Augmented 3rd edición). Oxford University Press. ISBN 978-0195288810.
- Fitzmyer, Joseph A. (2008). A Guide to the Dead Sea Scrolls and Related Literature. Grand Rapids, MI: William B. Eerdmans Publishing Company. ISBN 9780802862419.
- Halley, Henry H. (1965). Halley's Bible Handbook: an abbreviated Bible commentary (24th (revised) edición). Zondervan Publishing House. ISBN 0-310-25720-4. (requiere registro).
- Hayes, Christine (2015). Introduction to the Bible. Yale University Press. ISBN 978-0300188271.
- Jones, Gwilym H. (2007). «12. 1 and 2 Samuel».  En Barton, John; Muddiman, John, eds. The Oxford Bible Commentary (first (paperback) edición). Oxford University Press. pp. 196-232. ISBN 978-0199277186. Consultado el 6 de febrero de 2019.
- Klein, R.W. (2003). «Samuel, books of».  En Bromiley, Geoffrey W, ed. The International Standard Bible Encyclopedia. Eerdmans. ISBN 9780802837844.
- Knight, Douglas A (1995). «Chapter 4 Deuteronomy and the Deuteronomists».  En James Luther Mays, David L. Petersen and Kent Harold Richards, ed. Old Testament Interpretation. T&T Clark. p. 62. ISBN 9780567292896.
- Ulrich, Eugene, ed. (2010). The Biblical Qumran Scrolls: Transcriptions and Textual Variants. Brill.
- Würthwein, Ernst (1995). The Text of the Old Testament. Grand Rapids, MI: Wm. B. Eerdmans. ISBN 0-8028-0788-7. Consultado el 26 de enero de 2019.